# Sīrdān
Sīrdān (persiska: سيردان, سَردان, سِردَن) är en ort i Iran.   Den ligger i provinsen Qazvin, i den nordvästra delen av landet, 220 km nordväst om huvudstaden Teheran. Sīrdān ligger 1 164 meter över havet och antalet invånare är 462.
Terrängen runt Sīrdān är bergig söderut, men norrut är den kuperad. Terrängen runt Sīrdān sluttar norrut. Runt Sīrdān är det ganska glesbefolkat, med 29 invånare per kvadratkilometer. Närmaste större samhälle är Āltīn Kosh, 10,3 km nordväst om Sīrdān. Trakten runt Sīrdān består i huvudsak av gräsmarker.